# 17-й отдельный гвардейский разведывательный артиллерийский дивизион
17-й отдельный гвардейский разведывательный артиллерийский дивизион Резерва Главного Командования — воинское формирование Вооружённых Сил СССР, принимавшее участие в Великой Отечественной войне.
Сокращённое наименование — 17-й огв.радн РГК.

## История
Сформирован на базе разведывательной артиллерийской батареи 410-го гв. пап  и направлен на формирование 62-й гв. кабр 38-го гв. СК 9-й гв. армии. Формирование проходило в Житомирском учебном артиллерийском лагере с 1 января 1945 года.
В действующей армии с 21.02.1945 по 11.05.1945.
В ходе Великой Отечественной войны вёл артиллерийскую разведку в интересах 62-й гв. кабр 38-го гв. СК 2-го Украинского и 3-го Украинского фронтов.

## Состав
Дивизион сформирован по штату № 08/614
- Штаб
- Хозяйственная часть
- 1-я батарея звуковой разведки (1-я БЗР)
- 2-я батарея звуковой разведки (2-я БЗР)
- батарея топогеодезической разведки (БТР)
- взвод оптической разведки (ВЗОР)
- измерительно-пристрелочный взвод (ИПВ)
- фотограмметрический взвод (ФГВ)

## Подчинение
| Дата                | Фронт                | Армия         | Корпус      | Дивизия | Бригада       | Примечания |
| ------------------- | -------------------- | ------------- | ----------- | ------- | ------------- | ---------- |
| 21.02.45 -9.03.45г. | 2-й Украинский фронт | 9-я гв. армия | 38-й гв. СК | -       | 62-я гв. кабр | -          |
| 9.03.45 -5.05.45г   | 3-й Украинский фронт | 9-я гв. армия | 38-й гв. СК | -       | 62-я гв. кабр | -          |
| 5.05.45-11.05. 45г. | 2-й Украинский фронт | 9-я гв. армия | 38-й гв. СК | -       | 62-я гв. кабр | -          |

## Командование дивизиона
Командир дивизиона
- гв. подполковник Саленко Павел Михайлович

Начальник штаба дивизиона
Заместитель командира дивизиона по политической части
Помощник начальника штаба дивизиона
- гв. ст. лейтенант Кацов Михаил Яковлевич

Помощник командира дивизиона по снабжению

## Командиры подразделений дивизиона
Командир 1-й БЗР
- гв. капитан Баринов Александр Фёдорович

Командир 2-й БЗР
- гв. ст. лейтенант Радько Пётр Данилович

Командир БТР
- гв. лейтенант Авлахов Владимир Иванович

Командир ВЗОР
- гв. мл. лейтенант Мерцалов Иван Григорьевич

Командир ИПВ
- гв. мл. лейтенант Кофанов Сергей Константинович

Командир ФГВ

## Награды и почётные наименования
| Награды и наименования        | дата           | за что получена  |
| ----------------------------- | -------------- | ---------------- |
| Почётное звание «Гвардейский» | январь 1945 г. | При формировании |